# Sesamstraße
Sesamstraße（セザムシュトラーセ）は、1973年1月8日からDas Erste、Kikaで放送されているドイツの子供向け番組。これは北ドイツ放送とオリジナルのセサミストリートを制作しているセサミワークショップによる国際共同製作である。

## 歴史

### 吹き替え時代 (1973年以降)
1972年8月からオリジナルで吹替の無いセサミストリートのエピソードを短期間でテスト放送した後、1973年1月8日からドイツ語版セサミストリートの放送がスタート。最初の3シーズンである全250話分は、ハンブルクでドイツ語に吹き替えられたオリジナルのアメリカのエピソードで構成されていた。セサミストリートのオープニングとエンディングはシーケンスのみ変えられ、歌詞はフォルカー・ルートヴィヒが書き、曲はイングフリート・ホフマンが担当した。メロディと歌詞は、セサミストリートのテーマと同じである。
バイエルン州では、バイエルン放送がセサミストリートのセットがドイツの子供には無理があると感じたため、「Das feuerrote Spielmobil」（真っ赤なモービルという意味を表す）という独自の子供向け番組を立ち上げた。1975年には、「Peter Alexander präsentiert Spezialitäten」などのバラエティ番組で、オリジナルのアメリカ版の舞台にやってきて特別映像を撮影するため、この番組を宣伝した。1976年から1977年にかけて、オスカー・ザ・グラウチというのゴミ箱キャラクターに対して「世間を騒がせるような行動」が度々見られ、不満を持った親たちから複数の苦情が寄せられたため、街の中のシーンから削除された。代わりに、バンフィデルという少年とお母さんでふざけあうというちょっと変わったお話が作られた。これらのお話は街中では何も起きなかった関係により、番組の題名に少々違和感がみられた。

### 国際共同制作時代 (1977年以降)
1977年、ハンブルク・スタジオがドイツらしいお話にするため、ドイツに街セットを作った。クマのサムソン（1978年 - 2009年、2013年以降）、鳥のティフィー（1978年 - 2005年）が、ビッグバード（ドイツ：ビーボ）とオスカー・ザ・グラウチ（ドイツ：オスカー・デア・グリースグラム）の代わりにメインキャラとなり、1978年1月2日にデビューした。初期のパペットたちはカーミット・ラブが作り上げていたが、このバージョンではセサミ・ワークショップが担当している。各話30分のエピソードでは、新しいマペットが、2人の人間と会話することが特徴となっており、一貫して男性と女性と1人ずつだった。セサミストリートのアメリカ人の住人らは吹き替えのままだが、特にカーミット・ニュースやスーパー・グローバー辺りのコーナーは、英語の言葉が入ったオープニング部分を省略することがあった。
その後、ドイツの街には、ウリ・フォン・ベーデフェルト、ヘル・フォン・ベーデフェルト（1978年～1988年）や、カタツムリのフィンヒェン（1983年、1989年～現在）などのキャラクターが続々と登場した。アメリカ版と同様、ドイツ版のキャラクターも数十年にわたってイメージチェンジとなった。
1985年から一時的に新しいエピソードが制作されることが無かったが、1986年ぐらいに2人の新しい俳優が登場した。スタジオセットはあまり変わらず、新しい住人が経営する自転車屋さんが付け足された。これによりティフィーとサムソンは少しだけだがマイナーチェンジされた。
1988年、このセットが火事で焼失した後、それまでレオニー・レーヴェンヘルツというライオンが短期間に登場した。1989年にパペットたちは作り変えられたが、スタジオとは違ったところで撮影され、セザムに中庭が加わったほか、ランペル（1989年 - 2009年）、フクロウのプー（1989年 - 2002年）というキャラクターが加わった。その後、数年間だけティフィーに新しいアパートのような家を作ろうと提供したが、セットを変える前の時点でまだサムソンの洞窟があった。ウリ・フォン・ボーデフィールドは、セザムシュトラーセの制作者がライセンス料の支払いを断ったために、この番組から外される結果となった。 1990 年代後半には、中庭は市場全体へゆっくりと変わり、ドイツの町や市街地の共通の社交の中心地となった。
2000年には、キャストがさらに増え、街のセットも再び変わった。マペットではモンスターリポーターのフェリ・フィル（2000年 - 2007年）、お笑いが大好きな馬のフェルド（2002年 - ）と羊のヴォレ（2002年 - ）のほか、数々のマペットたちが加わった。
2005年、ティフィーはシングルマザーのモニ（2005年 - 2007年）とレナ（2005年 - 2009年）に交代。
当初はアメリカから制作されたコーナーを流用したものが多かった、2007年以降、アメリカの機材を使うことが少なくなり、平均的に1つもしくは2つしか放送されなくなっている。
2008年にはハイビジョン放送へ移行した。
2012年には、番組40周年を記念してエルモが登場した。セサミストリートの住人として、ツリーハウスに来て新の司会者にもなった。新キャラには、ジュリア・スティンショフが演じるエルモの友達の女の子や、止め絵に登場する発明好きな女の子スージー・シュラウベなどが数々だった。ルンペルやサムソンなどの有名なキャラクターは次々と引退したが（ただし、サムソンは2013年と2014年に特別出演している）、フェルド、ヴォーレ、フィンチェンは出演継続となった。クッキーモンスターやグローバーなどの定番キャラクターがゲスト出演していた。2013年からはスーパー・グローバー2.0というコーナーが追加された。

## キャラクター

### マペットたち
サムソン
オスのヒグマ。容姿そのものはビッグバードに似ている。
シムソン
サムソンのいとこ。本人そっくりで、区別するようにネクタイをつけている。
ティフィー
ピンク色のオス鳥で、1978年から2004年まで登場。
フィンチェン
とてもかわいいカタツムリ。元々はオスだったが、後にメスに変更された。
ランペル
オスカーと同様、いじわるなモンスター。毛虫のグスタフを飼っており、いつも大切にしている。
ブー
オスのフクロウ
フェリ・フェルー
モンスターを研究する女性リポーター。
モニ
モンスターの特ダネ写真をスクープするカメラマン。
ウリ・フォン・ボーデフェルト
ハリネズミのようなオスのモンスター。
レオニー・レーヴェンヘルツ
1988年に起きたスタジオセットの火事の後に一時的に登場したメスのライオン。

### セサミシュトラーレの住人たち (1978年 - 1986年)
ヘニング
演 - ヘニング・ヴェンスケ
リロ
演 - リーゼロッテ・パルヴァー
ウーヴェ
演 - ウーヴェ・フリードリヒセン
ホルスト
演 - ホルスト・ヤンソン
ウテ
演 - ウテ・ウィリング
イルゼ
演 - イルゼ・ビベルティ
エリザベート
演 - エリザベート・ヴィトゥシュ
マンフレッド
演 - マンフレッド・クルーグ

### セサミシュトラーレの住人たち (1986年 - 2010年)
ショルシュ
演 - ゲルノート・エンデマン
ベティーナ
演 - ヒルデガルト・クレケル→キルステン・スピック
オパ・ブラス
演 - フェルディナンド・デュックス
ペンションスヴィルティン・ヘルミ
演 - センタ・ボネヴァル
アレックス
演 - アレクサンダー・ゲリンガス
ミュージシャン。
ジヴィアナ
演 - ヴィジャック・バジャーニ
キャロ
演 - カロリーネ・キーゼヴェッター→ミリアム・クラウス
アンケ
演 - アンケ・エンゲルケ
ペペ・ザ・マジシャン
演 - ディルク・バッハ
ウォルテッフィー
演 - フェリチタス・ウォル
フラウ・コワルスキー
演 - アデーレ・ノイハウザー
ニルス
演 - ニルス・ユリウス

### セサミシュトラーレの住人たち (2010年 - )
アネット
演 - アネット・フライヤー
メフメット
演 - メフメット・ユルマズ
エラ
演 - Franziska Troegner
ジュリア
演 - ジュリア・スティンショフ